# Judith Merkle Riley
Judith Astria Merkle (* 14. Januar 1942 in Livermore; † 12. September 2010) war eine US-amerikanische Schriftstellerin.

## Leben
Ihr Großonkel war der berühmte Baseballspieler Fred Merkle, ihr Vater – Theodore Charles Merkle – betrieb das Projekt Pluto und ihr Bruder Ralph C. Merkle ist ein Pionier in asymmetrischer Kryptographie und ein Forscher und Sprecher der Molekularnanotechnologie und Kryonik.
Riley besaß einen Doktor der Philosophie-Abschluss der University of California in Berkeley. Sie war Dozentin für Politikwissenschaft am Claremont MCKenna College und an der Claremont Graduate School of California. Judith Merkle Riley war verheiratet und zweifache Mutter. Von 1988 bis 2007 schrieb sie sechs historische Romane.

## Werke
Historische Romane von Judith Merkle Riley:

### Margaret of Ashbury-Reihe
- (1989) Die Stimme, orig. A Vision of Light
- (1991) Die Vision, orig. In Pursuit of the Green Lion
- (1996) Die Zauberquelle, orig. The Water Devil

### Weitere Bücher
- (1994) Die Suche nach dem Regenbogen, orig. The Serpent Garden
- (1994) Die Hexe von Paris, orig. The Oracle Glass
- (1999) Die geheime Mission des Nostradamus, orig. The Master of All Desires